# All the Lovers
All the Lovers är en sång framförd av den australiska sångerskan Kylie Minogue. Det är den första singeln från hennes elfte studioalbum Aphrodite. Låten är skriven av den engelska electropop-duon Kish Mauve.

## Format- och låtlista
Internationell CD
1. "All the Lovers" – 3:20
2. "Go Hard or Go Home" – 3:43

Internationell CD-maxi
1. "All the Lovers" – 3:20
2. "All the Lovers" (WAWA & MMB Anthem Remix) – 6:04
3. "All the Lovers" (Michael Woods Remix) – 7:55
4. "All the Lovers" (XXXchange Remix) – 4:49
5. "All the Lovers" (Video)